# Bundestagswahlkreis München-Land
Der Bundestagswahlkreis München-Land (Wahlkreis 220; bis zur Bundestagswahl 2021 Wahlkreis 221) ist seit 1949 ein Wahlkreis in Bayern. Er umfasst den Landkreis München. Seit 1953 wurde der Wahlkreis stets von den Direktkandidaten der CSU gewonnen.

## Wahlergebnisse

### Bundestagswahl 2025
Zur Bundestagswahl 2025 am 23. Februar wurden 8 Direktkandidaten und 17 Landeslisten zugelassen.
| Kandidaten                               | Kandidaten                | Parteien/Listen     | Erststimmen | Erststimmen | Zweitstimmen | Zweitstimmen |
| Kandidaten                               | Kandidaten                | Parteien/Listen     | Stimmen     | %           | Stimmen      | %            |
| ---------------------------------------- | ------------------------- | ------------------- | ----------- | ----------- | ------------ | ------------ |
|                                          | Florian Hahngewählt im WK | CSU                 | 88.197      | 43,1        | 80.084       | 39,0         |
|                                          | Korbinian Rüger           | SPD                 | 27.304      | 13,3        | 26.648       | 13,0         |
|                                          | Anton Hofreiter           | GRÜNE               | 40.043      | 19,6        | 35.335       | 17,2         |
|                                          | Thomas Klaue              | FDP                 | 8.785       | 4,3         | 12.981       | 6,3          |
|                                          | Gerold Otten              | AfD                 | 22.919      | 11,2        | 24.069       | 11,7         |
|                                          | Otto Bußjäger             | FREIE WÄHLER        | 6.077       | 3,0         | 4.279        | 2,1          |
|                                          | Katinka Burz              | Die Linke           | 8.428       | 4,1         | 10.311       | 5,0          |
|                                          | -                         | dieBasis            | –           | –           | 520          | 0,3          |
|                                          | Michael Krämer            | Tierschutzpartei    | 3.006       | 1,5         | 1.666        | 0,8          |
|                                          | -                         | Die PARTEI          | –           | –           | 771          | 0,4          |
|                                          | -                         | ÖDP                 | –           | –           | 766          | 0,4          |
|                                          | -                         | BP                  | –           | –           | 240          | 0,1          |
|                                          | -                         | Volt                | –           | –           | 1.822        | 0,9          |
|                                          | –                         | PdH                 | –           | –           | 161          | 0,1          |
|                                          | -                         | MLPD                | –           | –           | 25           | 0,0          |
|                                          | –                         | BÜNDNIS DEUTSCHLAND | –           | –           | 147          | 0,1          |
|                                          | -                         | BSW                 | –           | –           | 5.268        | 2,6          |
| Gesamt                                   | Gesamt                    | Gesamt              | 204.759     | 100         | 205.093      | 100          |
|                                          |                           |                     |             |             |              |              |
| Ungültige Stimmen                        | Ungültige Stimmen         | Ungültige Stimmen   | 798         | 0,4         | 464          | 0,2          |
| Wähler                                   | Wähler                    | Wähler              | 205.557     | 88,1        | 205.557      | 88,1         |
| Wahlberechtigte                          | Wahlberechtigte           | Wahlberechtigte     | 233.438     |             | 233.438      |              |
|                                          |                           |                     |             |             |              |              |
| Quellen: Die Bundeswahlleiterin, Stimmen |                           |                     |             |             |              |              |

Kursive Direktkandidaten kandidieren nicht für die Landesliste, kursive Parteien treten ohne Landesliste an.

### Bundestagswahl 2021
| Kandidaten                                            | Kandidaten                | Parteien/Listen      | Erststimmen | Erststimmen | Zweitstimmen | Zweitstimmen |
| Kandidaten                                            | Kandidaten                | Parteien/Listen      | Stimmen     | %           | Stimmen      | %            |
| ----------------------------------------------------- | ------------------------- | -------------------- | ----------- | ----------- | ------------ | ------------ |
|                                                       | Florian Hahngewählt im WK | CSU                  | 77.523      | 39,1        | 64.669       | 32,6         |
|                                                       | Korbinian Rüger           | SPD                  | 30.237      | 15,2        | 34.189       | 17,2         |
|                                                       | Gerold Otten              | AfD                  | 9.816       | 5,0         | 10.489       | 5,3          |
|                                                       | Axel Schmidt              | FDP                  | 18.180      | 9,2         | 28.696       | 14,4         |
|                                                       | Anton Hofreiter           | GRÜNE                | 40.475      | 20,4        | 36.817       | 18,5         |
|                                                       | Katinka Burz              | DIE LINKE            | 3.685       | 1,9         | 4.449        | 2,2          |
|                                                       | Gerhard Kißlinger         | FREIE WÄHLER         | 7.791       | 3,9         | 7.612        | 3,8          |
|                                                       | Yannick Rouault           | ÖDP                  | 2.086       | 1,1         | 1.332        | 0,7          |
|                                                       | Manfred Kellberger        | Tierschutzpartei     | 2.555       | 1,3         | 2.054        | 1,0          |
|                                                       | Stefanie Ruck             | BP                   | 1.136       | 0,6         | 719          | 0,4          |
|                                                       | Bernhard Senft            | Die PARTEI           | 1.928       | 1,0         | 1.254        | 0,6          |
|                                                       | –                         | PIRATEN              | –           | –           | 659          | 0,3          |
|                                                       | –                         | NPD                  | –           | –           | 54           | 0,0          |
|                                                       | –                         | V-Partei³            | –           | –           | 127          | 0,1          |
|                                                       | –                         | Gesundheitsforschung | –           | –           | 173          | 0,1          |
|                                                       | –                         | MLPD                 | –           | –           | 29           | 0,0          |
|                                                       | –                         | DKP                  | –           | –           | 32           | 0,0          |
|                                                       | Stefan Rode               | dieBasis             | 2.880       | 1,5         | 2.805        | 1,4          |
|                                                       | –                         | Bündnis C            | –           | –           | 87           | 0,0          |
|                                                       | –                         | III. Weg             | –           | –           | 51           | 0,0          |
|                                                       | –                         | du.                  | –           | –           | 94           | 0,0          |
|                                                       | –                         | LKR                  | –           | –           | 44           | 0,0          |
|                                                       | –                         | Die Humanisten       | –           | –           | 196          | 0,1          |
|                                                       | –                         | Team Todenhöfer      | –           | –           | 808          | 0,4          |
|                                                       | –                         | UNABHÄNGIGE          | –           | –           | 261          | 0,1          |
|                                                       | –                         | Volt                 | –           | –           | 910          | 0,5          |
| Gesamt                                                | Gesamt                    | Gesamt               | 198.292     | 100         | 198.610      | 100          |
|                                                       |                           |                      |             |             |              |              |
| Ungültige Stimmen                                     | Ungültige Stimmen         | Ungültige Stimmen    | 1.041       | 0,5         | 723          | 0,4          |
| Wähler                                                | Wähler                    | Wähler               | 199.333     | 84,9        | 199.333      | 84,9         |
| Wahlberechtigte                                       | Wahlberechtigte           | Wahlberechtigte      | 234.912     |             | 234.912      |              |
|                                                       |                           |                      |             |             |              |              |
| Quellen: Die Bundeswahlleiterin, Kandidaten – Stimmen |                           |                      |             |             |              |              |

### Bundestagswahl 2017
Zur Bundestagswahl 2017 am 24. September wurden 8 Direktkandidaten und 21 Landeslisten zugelassen.
Die Wahlbeteiligung von 84,3 Prozent ist die höchste Wahlbeteiligung in allen 299 Bundestagswahlkreisen.
| Kandidaten                                            | Kandidaten                | Parteien/Listen      | Erststimmen | Erststimmen | Zweitstimmen | Zweitstimmen |
| Kandidaten                                            | Kandidaten                | Parteien/Listen      | Stimmen     | %           | Stimmen      | %            |
| ----------------------------------------------------- | ------------------------- | -------------------- | ----------- | ----------- | ------------ | ------------ |
|                                                       | Florian Hahngewählt im WK | CSU                  | 85.347      | 43,5        | 73.189       | 37,3         |
|                                                       | Bela Bach                 | SPD                  | 31.943      | 16,3        | 27.490       | 14,0         |
|                                                       | Anton Hofreiter           | GRÜNE                | 26.890      | 13,7        | 24.837       | 12,6         |
|                                                       | Jimmy Schulz              | FDP                  | 18.312      | 9,3         | 30.054       | 15,3         |
|                                                       | Gerold Otten              | AfD                  | 16.458      | 8,4         | 18.470       | 9,4          |
|                                                       | Eva-Maria Schreiber       | DIE LINKE            | 7.708       | 3,9         | 9.996        | 5,1          |
|                                                       | Ilse Ertl                 | FREIE WÄHLER         | 6.250       | 3,2         | 3.705        | 1,9          |
|                                                       | –                         | PIRATEN              | –           | –           | 742          | 0,4          |
|                                                       | Katharina Graunke         | ÖDP                  | 3.228       | 1,6         | 1.630        | 0,8          |
|                                                       | –                         | BP                   | –           | –           | 1.276        | 0,6          |
|                                                       | –                         | NPD                  | –           | –           | 184          | 0,1          |
|                                                       | –                         | Tierschutzpartei     | –           | –           | 1.903        | 1,0          |
|                                                       | –                         | MLPD                 | –           | –           | 26           | 0,0          |
|                                                       | –                         | Büso                 | –           | –           | 28           | 0,0          |
|                                                       | –                         | BGE                  | –           | –           | 268          | 0,1          |
|                                                       | –                         | DiB                  | –           | –           | 423          | 0,2          |
|                                                       | –                         | DKP                  | –           | –           | 30           | 0,0          |
|                                                       | –                         | DM                   | –           | –           | 266          | 0,1          |
|                                                       | –                         | Die PARTEI           | –           | –           | 1.295        | 0,7          |
|                                                       | –                         | Gesundheitsforschung | –           | –           | 255          | 0,1          |
|                                                       | –                         | V-Partei³            | –           | –           | 298          | 0,2          |
| Gesamt                                                | Gesamt                    | Gesamt               | 196.136     | 100         | 196.365      | 100          |
|                                                       |                           |                      |             |             |              |              |
| Ungültige Stimmen                                     | Ungültige Stimmen         | Ungültige Stimmen    | 1.129       | 0,6         | 900          | 0,5          |
| Wähler                                                | Wähler                    | Wähler               | 197.265     | 83,9        | 197.265      | 83,9         |
| Wahlberechtigte                                       | Wahlberechtigte           | Wahlberechtigte      | 235.172     |             | 235.172      |              |
|                                                       |                           |                      |             |             |              |              |
| Quellen: Die Bundeswahlleiterin, Kandidaten – Stimmen |                           |                      |             |             |              |              |

### Bundestagswahl 2013
| Kandidaten                                            | Kandidaten                 | Parteien/Listen     | Erststimmen | Erststimmen | Zweitstimmen | Zweitstimmen |
| Kandidaten                                            | Kandidaten                 | Parteien/Listen     | Stimmen     | %           | Stimmen      | %            |
| ----------------------------------------------------- | -------------------------- | ------------------- | ----------- | ----------- | ------------ | ------------ |
|                                                       | Florian Hahngewählt im WK  | CSU                 | 100.176     | 52,5        | 89.504       | 46,9         |
|                                                       | Bela Bach                  | SPD                 | 38.786      | 20,3        | 37.497       | 19,6         |
|                                                       | Jimmy Schulz               | FDP                 | 7.429       | 3,9         | 16.300       | 8,5          |
|                                                       | Anton Hofreiter            | GRÜNE               | 21.279      | 11,1        | 18.960       | 9,9          |
|                                                       | Wolfgang Seidel            | DIE LINKE           | 3.996       | 2,1         | 5.380        | 2,8          |
|                                                       | Volker Kunze               | PIRATEN             | 3.299       | 1,7         | 3.546        | 1,9          |
|                                                       | –                          | NPD                 | –           | –           | 626          | 0,3          |
|                                                       | Christiane Lüst            | ÖDP                 | 2.211       | 1,2         | 1.661        | 0,9          |
|                                                       | –                          | REP                 | –           | –           | 533          | 0,3          |
|                                                       | Peter Lachmann             | Bündnis 21/RRP      | 200         | 0,1         | 92           | 0,0          |
|                                                       | –                          | BP                  | –           | –           | 1.325        | 0,7          |
|                                                       | –                          | Tierschutzpartei    | –           | –           | 1.346        | 0,7          |
|                                                       | –                          | DIE VIOLETTEN       | –           | –           | 189          | 0,1          |
|                                                       | –                          | BüSo                | –           | –           | 27           | 0,0          |
|                                                       | –                          | MLPD                | –           | –           | 32           | 0,0          |
|                                                       | Ulrich Riediger            | AfD                 | 7.606       | 4,0         | 9.303        | 4,9          |
|                                                       | –                          | pro Deutschland     | –           | –           | 112          | 0,1          |
|                                                       | –                          | DIE FRAUEN          | –           | –           | 237          | 0,1          |
|                                                       | Ilse Ertl                  | FREIE WÄHLER        | 5.551       | 2,9         | 3.986        | 2,1          |
|                                                       | Maximilian Benjamin Leucht | PARTEI DER VERNUNFT | 339         | 0,2         | 204          | 0,1          |
| Gesamt                                                | Gesamt                     | Gesamt              | 190.872     | 100         | 190.860      | 100          |
|                                                       |                            |                     |             |             |              |              |
| Ungültige Stimmen                                     | Ungültige Stimmen          | Ungültige Stimmen   | 1.161       | 0,6         | 1.173        | 0,6          |
| Wähler                                                | Wähler                     | Wähler              | 192.033     | 77,5        | 192.033      | 77,5         |
| Wahlberechtigte                                       | Wahlberechtigte            | Wahlberechtigte     | 247.787     |             | 247.787      |              |
|                                                       |                            |                     |             |             |              |              |
| Quellen: Die Bundeswahlleiterin, Kandidaten – Stimmen |                            |                     |             |             |              |              |

### Bundestagswahl 2009
| Kandidaten                                          | Kandidaten                | Parteien/Listen      | Erststimmen | Erststimmen | Zweitstimmen | Zweitstimmen |
| Kandidaten                                          | Kandidaten                | Parteien/Listen      | Stimmen     | %           | Stimmen      | %            |
| --------------------------------------------------- | ------------------------- | -------------------- | ----------- | ----------- | ------------ | ------------ |
|                                                     | Florian Hahngewählt im WK | CSU                  | 83.856      | 45,7        | 73.273       | 39,8         |
|                                                     | Ingrid Lenz-Aktas         | SPD                  | 35.805      | 19,5        | 30.776       | 16,7         |
|                                                     | Jimmy Schulz              | FDP                  | 24.634      | 13,4        | 36.208       | 19,7         |
|                                                     | Anton Hofreiter           | GRÜNE                | 24.386      | 13,3        | 23.433       | 12,7         |
|                                                     | Wolfgang Seidel           | DIE LINKE            | 6.914       | 3,8         | 8.318        | 4,5          |
|                                                     | Philipp Hasselbach        | NPD                  | 1.480       | 0,8         | 1.099        | 0,6          |
|                                                     | –                         | REP                  | –           | –           | 775          | 0,4          |
|                                                     | Raimund Enders            | FAMILIE              | 1.975       | 1,1         | 1.099        | 0,6          |
|                                                     | –                         | BP                   | –           | –           | 1.016        | 0,6          |
|                                                     | –                         | PBC                  | –           | –           | 102          | 0,1          |
|                                                     | –                         | BüSo                 | –           | –           | 57           | 0,0          |
|                                                     | –                         | MLPD                 | –           | –           | 20           | 0,0          |
|                                                     | –                         | CM                   | –           | –           | 78           | 0,0          |
|                                                     | –                         | DVU                  | –           | –           | 86           | 0,0          |
|                                                     | –                         | DIE VIOLETTEN        | –           | –           | 322          | 0,2          |
|                                                     | –                         | Die Tierschutzpartei | –           | –           | 1.084        | 0,6          |
|                                                     | Ute Drothler              | ödp                  | 2.027       | 1,1         | 1.467        | 0,8          |
|                                                     | –                         | PIRATEN              | –           | –           | 3.358        | 1,8          |
|                                                     | Peter Lachmann            | RRP                  | 1.636       | 0,9         | 1.434        | 0,8          |
|                                                     | Cornelia Kienzer          | Freie Union          | 686         | 0,4         | –            | –            |
| Gesamt                                              | Gesamt                    | Gesamt               | 183.399     | 100         | 184.005      | 100          |
|                                                     |                           |                      |             |             |              |              |
| Ungültige Stimmen                                   | Ungültige Stimmen         | Ungültige Stimmen    | 1.716       | 0,9         | 1.110        | 0,6          |
| Wähler                                              | Wähler                    | Wähler               | 185.115     | 79,1        | 185.115      | 79,1         |
| Wahlberechtigte                                     | Wahlberechtigte           | Wahlberechtigte      | 233.952     |             | 233.952      |              |
|                                                     |                           |                      |             |             |              |              |
| Quellen: Der Bundeswahlleiter, Kandidaten – Stimmen |                           |                      |             |             |              |              |

Über die Landeslisten ihrer Parteien zogen auch die Direktkandidaten der Grünen, Anton Hofreiter und der FDP, Jimmy Schulz in den Bundestag ein.

### Bundestagswahl 2005
| Kandidaten                                          | Kandidaten                     | Parteien/Listen   | Erststimmen | Erststimmen | Zweitstimmen | Zweitstimmen |
| Kandidaten                                          | Kandidaten                     | Parteien/Listen   | Stimmen     | %           | Stimmen      | %            |
| --------------------------------------------------- | ------------------------------ | ----------------- | ----------- | ----------- | ------------ | ------------ |
|                                                     | Georg Fahrenschongewählt im WK | CSU               | 98.674      | 52,7        | 85.350       | 45,4         |
|                                                     | Otto Schily                    | SPD               | 56.830      | 30,3        | 45.027       | 24,0         |
|                                                     | Anton Hofreiter                | GRÜNE             | 14.555      | 7,8         | 20.018       | 10,7         |
|                                                     | Martin Zeil                    | FDP               | 11.630      | 6,2         | 27.439       | 14,6         |
|                                                     | –                              | REP               | –           | –           | 856          | 0,5          |
|                                                     | Lilian Schlumberger-Dogu       | Die Linke.        | 3.750       | 2,0         | 4.826        | 2,6          |
|                                                     | Norman Bordin                  | NPD               | 1.834       | 1,0         | 1.231        | 0,7          |
|                                                     | –                              | PBC               | –           | –           | 196          | 0,1          |
|                                                     | –                              | BP                | –           | –           | 815          | 0,4          |
|                                                     | –                              | DIE FRAUEN        | –           | –           | 361          | 0,2          |
|                                                     | –                              | GRAUE             | –           | –           | 755          | 0,4          |
|                                                     | –                              | BüSo              | –           | –           | 107          | 0,1          |
|                                                     | –                              | FAMILIE           | –           | –           | 917          | 0,5          |
|                                                     | –                              | MLPD              | –           | –           | 51           | 0,0          |
| Gesamt                                              | Gesamt                         | Gesamt            | 187.273     | 100         | 187.949      | 100          |
|                                                     |                                |                   |             |             |              |              |
| Ungültige Stimmen                                   | Ungültige Stimmen              | Ungültige Stimmen | 2.022       | 1,1         | 1.346        | 0,7          |
| Wähler                                              | Wähler                         | Wähler            | 189.295     | 83,5        | 189.295      | 83,5         |
| Wahlberechtigte                                     | Wahlberechtigte                | Wahlberechtigte   | 226.705     |             | 226.705      |              |
|                                                     |                                |                   |             |             |              |              |
| Quellen: Der Bundeswahlleiter, Kandidaten – Stimmen |                                |                   |             |             |              |              |

Nachdem 2007 Günther Beckstein sein Kabinett in Bayern berufen hatte, wurde Georg Fahrenschon Staatssekretär im Bayerischen Staatsministerium der Finanzen und gab damit sein Bundestagsmandat auf. Am 30. Oktober 2008 wurde Fahrenschon Bayerischer Finanzminister. Über die Landesliste zog auch der Direktkandidat der Grünen, Anton Hofreiter, in den Bundestag ein. Der Wahlkreis München-Land war somit von Ende 2007 bis zur Bundestagswahl 2009 mit keinem direkt gewählten Abgeordneten in Berlin vertreten.

### Bundestagswahl 2002
| Kandidaten                                          | Kandidaten                | Parteien/Listen   | Erststimmen | Erststimmen | Zweitstimmen | Zweitstimmen |
| Kandidaten                                          | Kandidaten                | Parteien/Listen   | Stimmen     | %           | Stimmen      | %            |
| --------------------------------------------------- | ------------------------- | ----------------- | ----------- | ----------- | ------------ | ------------ |
|                                                     | Martin Mayergewählt im WK | CSU               | 117.844     | 55,6        | 118.568      | 55,7         |
|                                                     | Otto Schily               | SPD               | 67.977      | 32,1        | 51.520       | 24,2         |
|                                                     | Anton Hofreiter           | GRÜNE             | 12.940      | 6,1         | 22.785       | 10,7         |
|                                                     | Georg Schmidt             | FDP               | 9.737       | 4,6         | 14.241       | 6,7          |
|                                                     | –                         | REP               | –           | –           | 868          | 0,4          |
|                                                     | Peter Zetzsche            | ödp               | 1.949       | 0,9         | 752          | 0,4          |
|                                                     | Georg Konhäuser           | PDS               | 1.469       | 0,7         | 1.519        | 0,7          |
|                                                     | –                         | BP                | –           | –           | 273          | 0,1          |
|                                                     | –                         | Tierschutz        | –           | –           | 732          | 0,3          |
|                                                     | –                         | GRAUE             | –           | –           | 234          | 0,1          |
|                                                     | –                         | PBC               | –           | –           | 93           | 0,0          |
|                                                     | –                         | NPD               | –           | –           | 313          | 0,1          |
|                                                     | –                         | DIE FRAUEN        | –           | –           | 205          | 0,1          |
|                                                     | –                         | CM                | –           | –           | 78           | 0,0          |
|                                                     | –                         | BüSo              | –           | –           | 46           | 0,0          |
|                                                     | –                         | AUFBRUCH          | –           | –           | 147          | 0,1          |
|                                                     | –                         | Schill            | –           | –           | 433          | 0,2          |
| Gesamt                                              | Gesamt                    | Gesamt            | 211.916     | 100         | 212.807      | 100          |
|                                                     |                           |                   |             |             |              |              |
| Ungültige Stimmen                                   | Ungültige Stimmen         | Ungültige Stimmen | 1.914       | 0,9         | 1.023        | 0,5          |
| Wähler                                              | Wähler                    | Wähler            | 213.830     | 86,0        | 213.830      | 86,0         |
| Wahlberechtigte                                     | Wahlberechtigte           | Wahlberechtigte   | 248.648     |             | 248.648      |              |
|                                                     |                           |                   |             |             |              |              |
| Quellen: Der Bundeswahlleiter, Kandidaten – Stimmen |                           |                   |             |             |              |              |

### Bundestagswahl 1998
| Kandidaten                                          | Kandidaten                      | Parteien/Listen     | Erststimmen | Erststimmen | Zweitstimmen | Zweitstimmen |
| Kandidaten                                          | Kandidaten                      | Parteien/Listen     | Stimmen     | %           | Stimmen      | %            |
| --------------------------------------------------- | ------------------------------- | ------------------- | ----------- | ----------- | ------------ | ------------ |
|                                                     | Martin Mayergewählt im WK       | CSU                 | 98.081      | 52,3        | 87.161       | 46,3         |
|                                                     | Otto Schily                     | SPD                 | 66.173      | 35,3        | 59.121       | 31,4         |
|                                                     | Wolfgang Freiberger             | FDP                 | 6.670       | 3,6         | 16.405       | 8,7          |
|                                                     | Alfred Fischer                  | GRÜNE               | 7.945       | 4,2         | 14.407       | 7,7          |
|                                                     | Jolanthe Margarete Antonia Putz | PDS                 | 1.157       | 0,6         | 1.426        | 0,8          |
|                                                     | –                               | APPD                | –           | –           | 173          | 0,1          |
|                                                     | –                               | BP                  | –           | –           | 769          | 0,4          |
|                                                     | –                               | BüSo                | –           | –           | 20           | 0,0          |
|                                                     | Martin Alexander Georg Bandulet | BFB – Die Offensive | 1.678       | 0,9         | 1.255        | 0,7          |
|                                                     | –                               | Chance 2000         | –           | –           | 85           | 0,0          |
|                                                     | –                               | CM                  | –           | –           | 72           | 0,0          |
|                                                     | –                               | DVU                 | –           | –           | 1.129        | 0,6          |
|                                                     | –                               | GRAUE               | –           | –           | 354          | 0,2          |
|                                                     | Georg Wiesholler                | REP                 | 3.669       | 2,0         | 3.077        | 1,6          |
|                                                     | –                               | DIE FRAUEN          | –           | –           | 136          | 0,1          |
|                                                     | –                               | Pro DM              | –           | –           | 484          | 0,3          |
|                                                     | –                               | MLPD                | –           | –           | 7            | 0,0          |
|                                                     | –                               | Tierschutz          | –           | –           | 544          | 0,3          |
|                                                     | –                               | NPD                 | –           | –           | 122          | 0,1          |
|                                                     | –                               | NATURGESETZ         | –           | –           | 142          | 0,1          |
|                                                     | Klaus Buchner                   | ödp                 | 2.313       | 1,2         | 1.213        | 0,6          |
|                                                     | –                               | PBC                 | –           | –           | 90           | 0,0          |
| Gesamt                                              | Gesamt                          | Gesamt              | 187.686     | 100         | 188.192      | 100          |
|                                                     |                                 |                     |             |             |              |              |
| Ungültige Stimmen                                   | Ungültige Stimmen               | Ungültige Stimmen   | 1.353       | 0,7         | 847          | 0,4          |
| Wähler                                              | Wähler                          | Wähler              | 189.039     | 83,1        | 189.039      | 83,1         |
| Wahlberechtigte                                     | Wahlberechtigte                 | Wahlberechtigte     | 227.495     |             | 227.495      |              |
|                                                     |                                 |                     |             |             |              |              |
| Quellen: Der Bundeswahlleiter, Kandidaten – Stimmen |                                 |                     |             |             |              |              |

### Bundestagswahl 1994
| Kandidaten                                                              | Kandidaten                  | Parteien/Listen   | Erststimmen | Erststimmen | Zweitstimmen | Zweitstimmen |
| Kandidaten                                                              | Kandidaten                  | Parteien/Listen   | Stimmen     | %           | Stimmen      | %            |
| ----------------------------------------------------------------------- | --------------------------- | ----------------- | ----------- | ----------- | ------------ | ------------ |
|                                                                         | Martin Mayergewählt im WK   | CSU               | 95.326      | 53,5        | 86.327       | 48,3         |
|                                                                         | Otto Georg Schily           | SPD               | 56.827      | 31,9        | 47.512       | 26,6         |
|                                                                         | Wolfgang Freiberger         | FDP               | 8.862       | 5,0         | 20.266       | 11,3         |
|                                                                         | Harald Nestler              | GRÜNE             | 9.696       | 5,4         | 14.222       | 8,0          |
|                                                                         | –                           | PDS               | –           | –           | 1.172        | 0,7          |
|                                                                         | –                           | BP                | –           | –           | 1.183        | 0,7          |
|                                                                         | –                           | Solidarität       | –           | –           | 18           | 0,0          |
|                                                                         | Gero Winkelmann             | LIGA              | 481         | 0,3         | 191          | 0,1          |
|                                                                         | –                           | CM                | –           | –           | 69           | 0,0          |
|                                                                         | –                           | GRAUE             | 88          | 0,0         | 496          | 0,3          |
|                                                                         | –                           | NATURGESETZ       | –           | –           | 167          | 0,1          |
|                                                                         | Manfred Eberhard Ritter     | REP               | 4.148       | 2,3         | 3.866        | 2,2          |
|                                                                         | –                           | MLPD              | –           | –           | 10           | 0,0          |
|                                                                         | –                           | Tierschutz        | –           | –           | 734          | 0,4          |
|                                                                         | Johanna Christine Schuhmeir | ödp               | 2.907       | 1,6         | 2.198        | 1,2          |
|                                                                         | –                           | PBC               | –           | –           | 91           | 0,1          |
|                                                                         | –                           | STATT Partei      | –           | –           | 327          | 0,2          |
| Gesamt                                                                  | Gesamt                      | Gesamt            | 178.335     | 100         | 178.849      | 100          |
|                                                                         |                             |                   |             |             |              |              |
| Ungültige Stimmen                                                       | Ungültige Stimmen           | Ungültige Stimmen | 1.548       | 0,9         | 1.034        | 0,6          |
| Wähler                                                                  | Wähler                      | Wähler            | 179.883     | 81,2        | 179.883      | 81,2         |
| Wahlberechtigte                                                         | Wahlberechtigte             | Wahlberechtigte   | 221.406     |             | 221.406      |              |
|                                                                         |                             |                   |             |             |              |              |
| Quellen: Der Bundeswahlleiter, Stimmen – Der Landeswahlleiter, Ergebnis |                             |                   |             |             |              |              |

## Frühere Wahlkreissieger
| Wahl | Name                                      | Partei |
| ---- | ----------------------------------------- | ------ |
| 1949 | Anton Besold                              | BP     |
| 1953 | Franz Seidl                               | CSU    |
| 1957 | Franz Seidl                               | CSU    |
| 1961 | Franz Seidl                               | CSU    |
| 1965 | Anton Besold                              | CSU    |
| 1969 | Albert Probst                             | CSU    |
| 1972 | Albert Probst                             | CSU    |
| 1976 | Franz Ludwig Schenk Graf von Stauffenberg | CSU    |
| 1980 | Josef Linsmeier                           | CSU    |
| 1983 | Josef Linsmeier                           | CSU    |
| 1987 | Josef Linsmeier                           | CSU    |
| 1990 | Martin Mayer                              | CSU    |
| 1994 | Martin Mayer                              | CSU    |
| 1998 | Martin Mayer                              | CSU    |
| 2002 | Martin Mayer                              | CSU    |
| 2005 | Georg Fahrenschon                         | CSU    |
| 2009 | Florian Hahn                              | CSU    |
| 2013 | Florian Hahn                              | CSU    |
| 2017 | Florian Hahn                              | CSU    |
| 2021 | Florian Hahn                              | CSU    |

## Wahlkreisgeschichte
| Wahl      | Wahlkreisname    | Gebiet |
| --------- | ---------------- | --- |
| 1949      | 9 München-Land   | Landkreis München, Landkreis Erding, Stadt Freising, Landkreis Freising |
| 1953–1961 | 204 München-Land | Landkreis München, Landkreis Erding, Stadt Freising, Landkreis Freising |
| 1965–1972 | 209 München-Land | Landkreis München, Landkreis Erding, Stadt Freising, Landkreis Freising |
| 1976      | 209 München-Land | vom Landkreis München die Gemeinden Aying, Baierbrunn, Brunnthal, Gräfelfing, Grünwald, Höhenkirchen-Siegertsbrunn, Neubiberg, Neuried, Oberhaching, Ottobrunn, Planegg, Pullach, Sauerlach, Schäftlarn, Straßlach-Dingharting und Taufkirchen, Landkreis Starnberg, Landkreis Miesbach |
| 1980–1994 | 208 München-Land | Landkreis München |
| 1998      | 208 München-Land | Landkreis München, vom Landkreis Erding die Gemeinden Finsing, Forstern und Moosinning sowie die Verwaltungsgemeinschaften Hörlkofen, Oberding, Oberneuching und Pastetten |
| 2002      | 223 München-Land | Landkreis München, vom Landkreis Erding die Gemeinden Finsing, Forstern, Isen, Lengdorf, Moosinning und Sankt Wolfgang sowie die Verwaltungsgemeinschaften Hörlkofen, Oberding, Oberneuching und Pastetten                                                                              |
| 2005      | 223 München-Land | Landkreis München, vom Landkreis Starnberg die Gemeinde Krailling |
| 2009      | 222 München-Land | Landkreis München, vom Landkreis Starnberg die Gemeinde Krailling |
| 2013      | 222 München-Land | Landkreis München, vom Landkreis Starnberg die Gemeinde Gauting |
| 2017–2021 | 221 München-Land | Landkreis München |
| 2025–     | 220 München-Land | Landkreis München |